# Sophiental (Wendeburg)

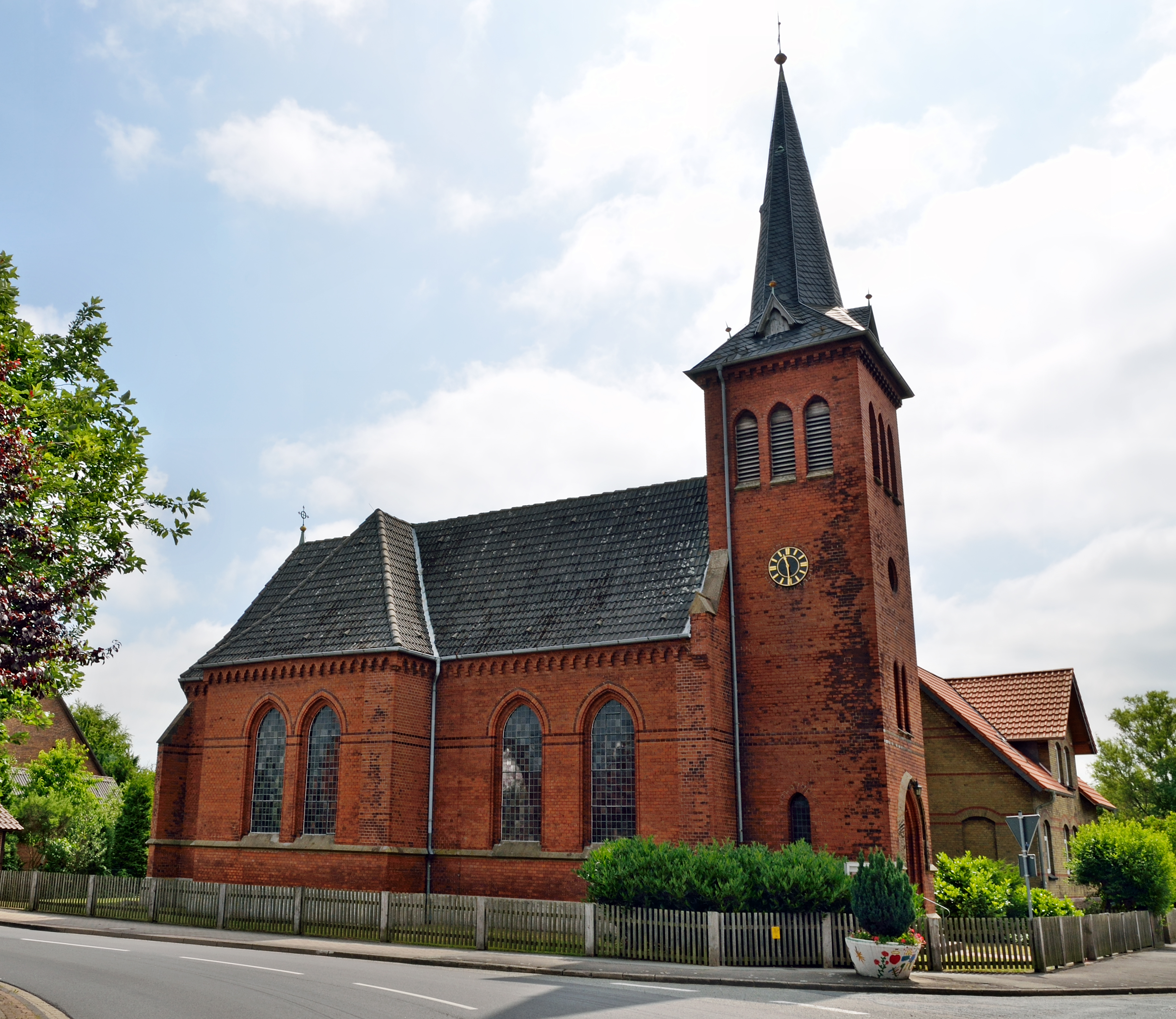
St. Martin

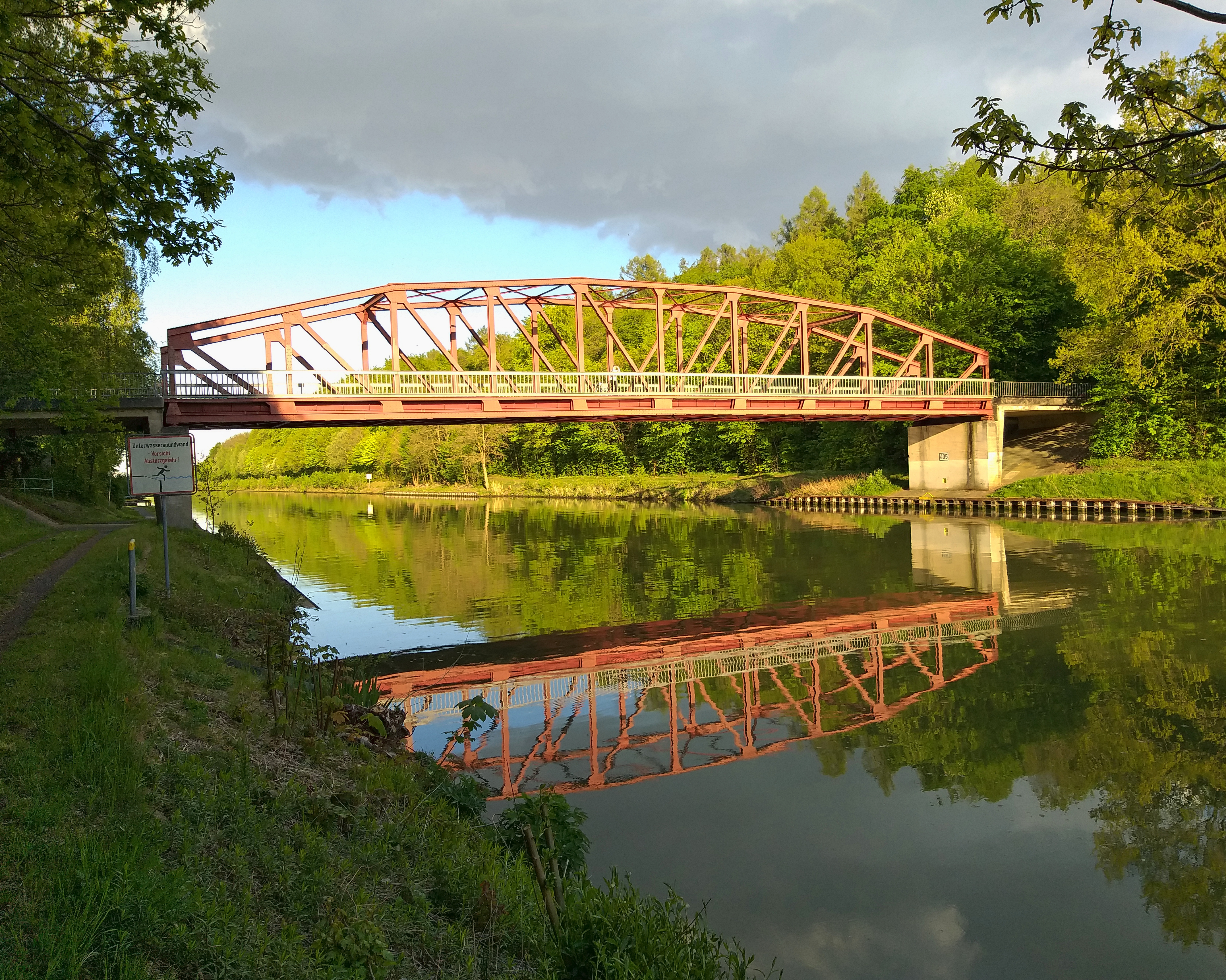
Brücke über den Mittellandkanal bei Sophiental

Sophiental ist eine Ortschaft der Gemeinde Wendeburg im Landkreis Peine in Niedersachsen.

## Lage
Sophiental liegt zwischen den Städten Braunschweig (24 km) und Peine (9 km) an der Landesstraße L 321 in einer von Landwirtschaft und Forst geprägten Landschaft. Die 186 Hektar große Gemarkung wird im Süden vom Mittellandkanal durchzogen. Im Norden und im Süden liegen Landes- und Genossenschaftsforste. Kommunaler Bezugspunkt ist Wendeburg. Das Gemeindezentrum liegt 3 km entfernt.
Die Autobahn A2 ist über den Anschluss Peine Ost (Entfernung 9,1 km) oder Braunschweig-Watenbüttel (Entfernung 8,2 km) zu erreichen.
Die nächstliegenden Bahnhöfe befinden sich in Peine (Entfernung 8,7 km) und in Vechelde (Entfernung 9,4 km).
Von Sophiental aus bestehen Busverbindungen in die Kreisstadt Peine (Mittelzentrum), nach Wendeburg, Vechelde und Braunschweig (Oberzentrum).
Nachbarorte
| Meerdorf 7,6 km             | Rüper 4,1 km                                | Wendeburg 3,0 km                 |
| Woltorf (Peine) 2,8 km      | Kompassrose, die auf Nachbargemeinden zeigt | Völkenrode (Braunschweig) 6,2 km |
| Fürstenau (Vechelde) 1,7 km | Wahle (Vechelde) 4,4 km                     | Bortfeld 4,1 km                  |

## Geografie
Die Gemarkung Sophiental mit den angrenzenden Forsten nördlich des Mittellandkanals gehört zu dem Naturraum Burgdorf-Peiner Geestplatten. Geschiebemergel und Schmelzwassersande aus der Saaleeiszeit überdecken hier von Nordosten nach Südwesten abfallend eine in größerer Tiefe liegende Tonschicht. Sie tritt südlich des Mittellandkanals dicht an die Erdoberfläche. Der überwiegend schwach lehmige Sandboden geht im Westteil der Feldflur in ein anmooriges Wiesengelände über. Das ackerbauliche Ertragspotential wird als überwiegend gering bewertet.
Anfang der 1930er Jahre erreichte der Bau des Mittellandkanals Sophiental von Westen her. Am 29. März 1931 machte der erste Frachtkahn fest, um nicht mehr benötigtes Baumaterial zu laden. Durchweg ist der Grundwasserstand hoch. Die Entwässerung erfolgt in südwestliche Richtung zum Schneegraben hin, der in der Sophientaler Feldflur in der einen Richtung zum Mittellandkanal und in der anderen zur Erse hin fließt. Die Anhöhe unmittelbar südlich des Mittellandkanals entstand als Abraumhalde während des Kanalbaus.
Der südlich der Ortschaft gelegene Wald ist seit 1969 als Landschaftsschutzgebiet ausgewiesen. Mit einer Fläche von 720 ha ist es die größte zusammenhängende Waldfläche im Landkreis Peine.

## Geschichte
Sophiental ist der jüngste Ortsteil der Gemeinde Wendeburg. 1724 übertrug der regierende Herzog August Wilhelm von Braunschweig und Lüneburg seiner dritten Frau Elisabeth Sophie Marie durch einen Lehnbrief ein Gebiet in der Wendeburger Holzmark. In den folgenden Jahren ließ sie dort ein Lustschloss mit Nebengebäuden und einem Barockgarten anlegen. Aus der Ansiedlung der Bediensteten beiderseits einer zur Schlossanlage führenden Lindenallee entwickelte sich der nach der Herzogin benannte Ort. Nach ihrem Tod wurden die in Holzfachwerkbauweise errichteten fürstlichen Häuser um 1769 abgetragen. Ein großer Teil der Baumaterialien wurde versteigert, einige Balken wurden in der Wendeburger Marienkirche verwendet. Das ehemalige Küchengebäude auf dem Schlossgelände wurde zu einer Revierförsterei umgebaut. Teile des Schlossgrabens mit Wall und altem Baumbestand sind noch erhalten.

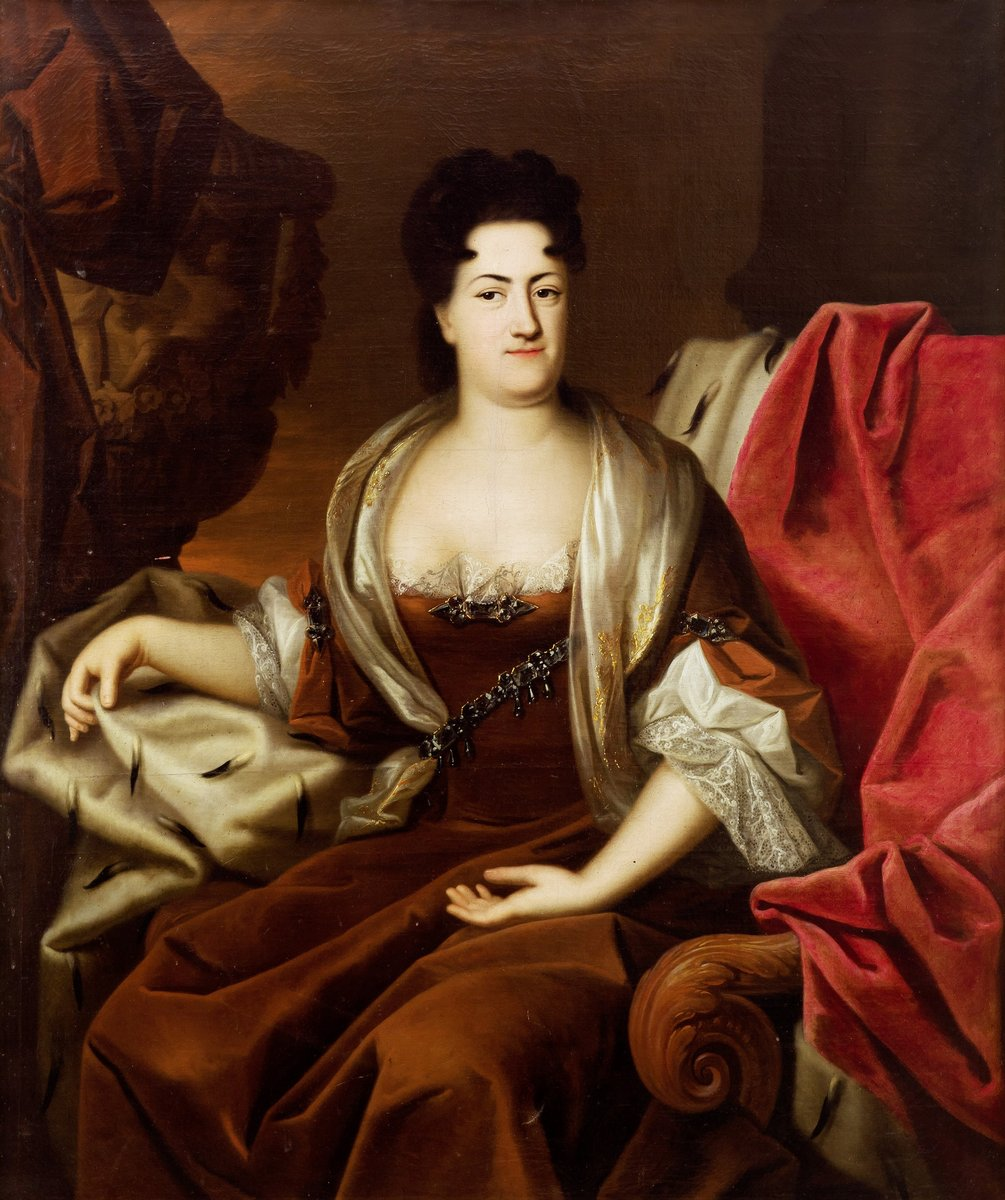
Herzogin Elisabeth Sophie Marie,
Gemälde von Christoph Bernhard Francke, vor 1729

Ursprünglich wurde Sophiental mit ‚th‘ geschrieben. Die Änderung der Schreibweise erfolgte im Zusammenhang mit der Rechtschreibreform von 1901.
Mit dem Fürstentum Braunschweig-Wolfenbüttel wurde Sophiental 1807 in das von Napoleon geschaffene Königreich Westphalen eingegliedert. Durch ein königliches Dekret vom 5. Januar 1813 wurde die Commune Sophienthal im Landkanton Peine mit der im selben Kanton liegenden Commune Fürstenau vereinigt. Diese Zuordnung bestand nur für wenige Monate bis zum Verfall des Königreichs.
1966 wurde Sophiental ein Teil der Samtgemeinde Vechelde. Am 1. März 1974 wurde Sophiental im Zuge der Gebietsreform nach Wendeburg eingemeindet.
Entwicklung der Einwohnerzahl
| Jahr | Einwohner |
| ---- | --------- |
| 1767 | etwa 80   |
| 1774 | 93        |
| 1793 | 148       |
| 1802 | 148       |
| 1823 | 207       |
| 1858 | 222       |
| 1891 | 229       |

| Jahr | Einwohner |
| ---- | --------- |
| 1895 | 246       |
| 1906 | 249       |
| 1910 | 236       |
| 1925 | 240       |
| 1933 | 242       |
| 1939 | 294       |
| 1950 | 457       |

| Jahr | Einwohner |
| ---- | --------- |
| 1961 | 325       |
| 1970 | 328       |
| 1980 | 396       |
| 1990 | 436       |
| 2000 | 503       |
| 2015 | 485       |
| 2021 | 462       |

Nachfolgend wird die Einwohnerentwicklung grafisch dargestellt.

## Politik

### Ortsrat
Der Ortsrat, der Sophiental vertritt, setzt sich aus fünf Mitgliedern zusammen. Die Ratsmitglieder werden durch eine Kommunalwahl für jeweils fünf Jahre gewählt.
Bei der Kommunalwahl 2021 ergab sich folgende Sitzverteilung:
- Wählergruppe "Team Sophiental": 5 Sitze

### Wappen
Blasonierung: In Gold vorne und hinten ein blaues Haselblatt mit Fruchtstand über einer flachen blauen Spitze belegt mit einer goldenen Glocke.
Die im Wappen dargestellte Glocke nimmt Bezug auf die Glocke, die von der Ortsgründerin Herzogin Elisabeth Sophie Marie ursprünglich für ihr Lustschloss in Fürstenau bestimmt war, jetzt aber seit 1890 als Stundenglocke in einer Dachgaube des Kirchturms in Sophiental hängt. Sie verweist auf den gründungsgeschichtlichen Zusammenhang der beiden Ortschaften. Die Haselblätter stehen für den lockeren Buschbewuchs der früher waldreichen, dann aber von Köhlern gerodeten Wendeburger Holzmark. Die braunschweigischen Landesfarben Blau-Gelb bezeugen die ehemalige Zugehörigkeit zum Land und Landkreis Braunschweig.
Die Flagge ist blau–gelb waagerecht gestreift mit aufgelegtem Wappen.
Der Wappenentwurf wurde am 23. Februar 1985 von der Bürgerversammlung angenommen und noch im gleichen Jahr vom Wendeburger Verwaltungsausschuss gebilligt. Entwurf: Werner Wiese unter Mitwirkung des Darre-Clubs.

## Ausflugsmöglichkeiten und Sehenswertes
Für Wanderer und Radler sind die weitläufigen Waldgebiete und die Feldflur rund um Sophiental Ausgangspunkt eines kurzen Spaziergangs oder einer längeren Tagestour.
Für den, der nicht nur die Natur erleben will, lohnt es sich, auf den gut ausgebauten Wegen die Zweidorfer Erdholländer Windmühle, den ökologisch orientierten Walderlebnispfad im Zweidorfer Holz, den kleinen, bunt bepflanzten Barock-Schlosspark in Vechelde oder das traditionsreiche Bauernhausmuseum in Bortfeld anzusteuern.
Von den Uferwegen des Mittellandkanals aus sind Großmotorgüterschiffe und Schubverbände aus unmittelbarer Nähe zu beobachten.

## Vereinsleben
Es gibt die Freiwillige Feuerwehr und weitere ehrenamtlich tätige Organisationen, Vereine und Gruppen.

## Kurioses
Während der Separationsverhandlungen zwischen der Gemeinde und der Herzoglich-Braunschweigischen Forst Mitte des 19. Jahrhunderts bestand letztere darauf, die alte Friedhofseiche zu gegebener Zeit fällen zu dürfen, weil sie ihr gehöre. Die Gemeinde hatte die Friedhofsfläche von der Forst zuvor erworben und wollte die Eiche für immer erhalten, weil sie „zur Zierde des Dorfes gereiche“. Als überall zur Erinnerung an den Deutsch-Französischen Krieg 1870/71 Eichen gepflanzt wurden, erklärte die Gemeinde die Friedhofseiche kurzerhand zu ihrer Friedenseiche. Daraufhin wollte die Forst ihr Verwertungsrecht nicht mehr durchsetzen. So erzählt man sich es. Die Eiche steht heute noch auf dem Friedhof.

## Persönlichkeiten, die im Ort gewirkt haben
- Wilhelm Krahe (1839–1921) hat in Sophiental die Kirche und die Dorfschule nach Richtlinien des Baudirektors Ernst Wiehe entworfen und errichten lassen.
- Christian Oberhey (1818–1905) hat sich für den Bau der Kirche St. Martin in Sophiental eingesetzt.